# 横浜山手聖公会

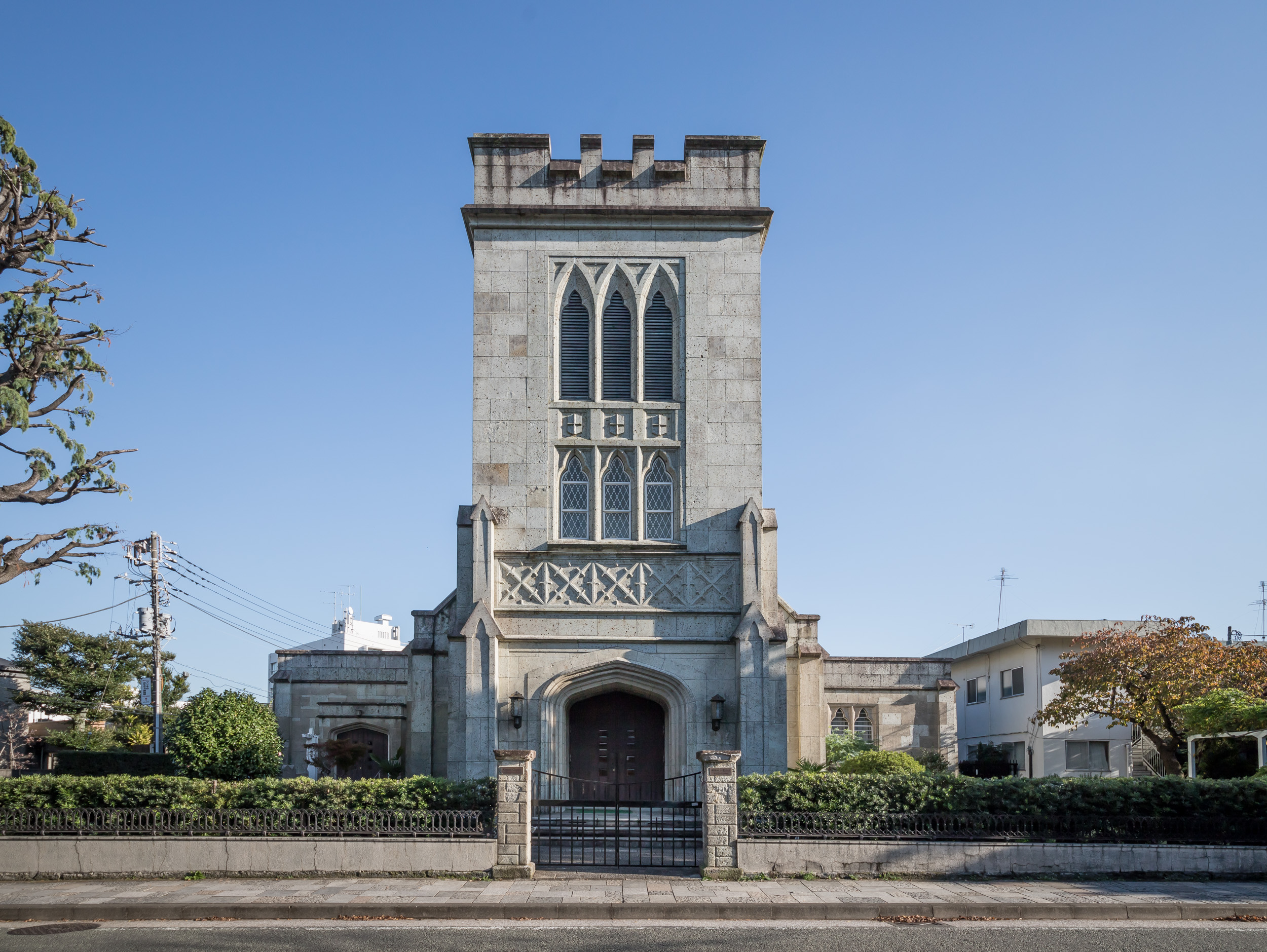
教会外観 正面

横浜山手聖公会（よこはまやまてせいこうかい）は、神奈川県横浜市中区にある日本聖公会の教会堂である。プロテスタント・日本聖公会横浜教区に属する教会で、外形は大谷石を使ったノルマン様式の聖堂をもつ。

## 概要
横浜山手聖公会は、神奈川県横浜市中区にあるプロテスタント・日本聖公会の教会堂である。日本聖公会横浜教区（主教座聖堂は同市神奈川区の横浜聖アンデレ教会）に属する教会である。

## 歴史

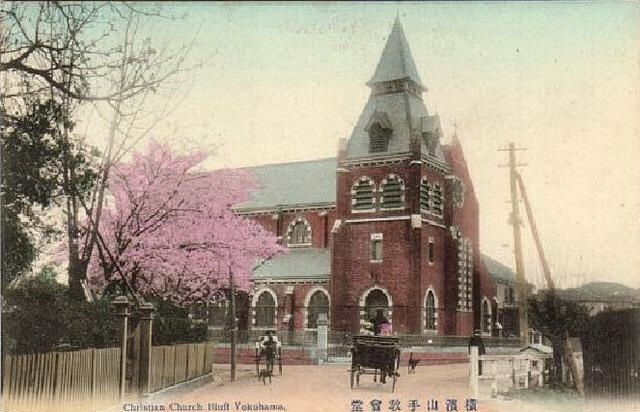
2代目聖堂（1901年竣工）

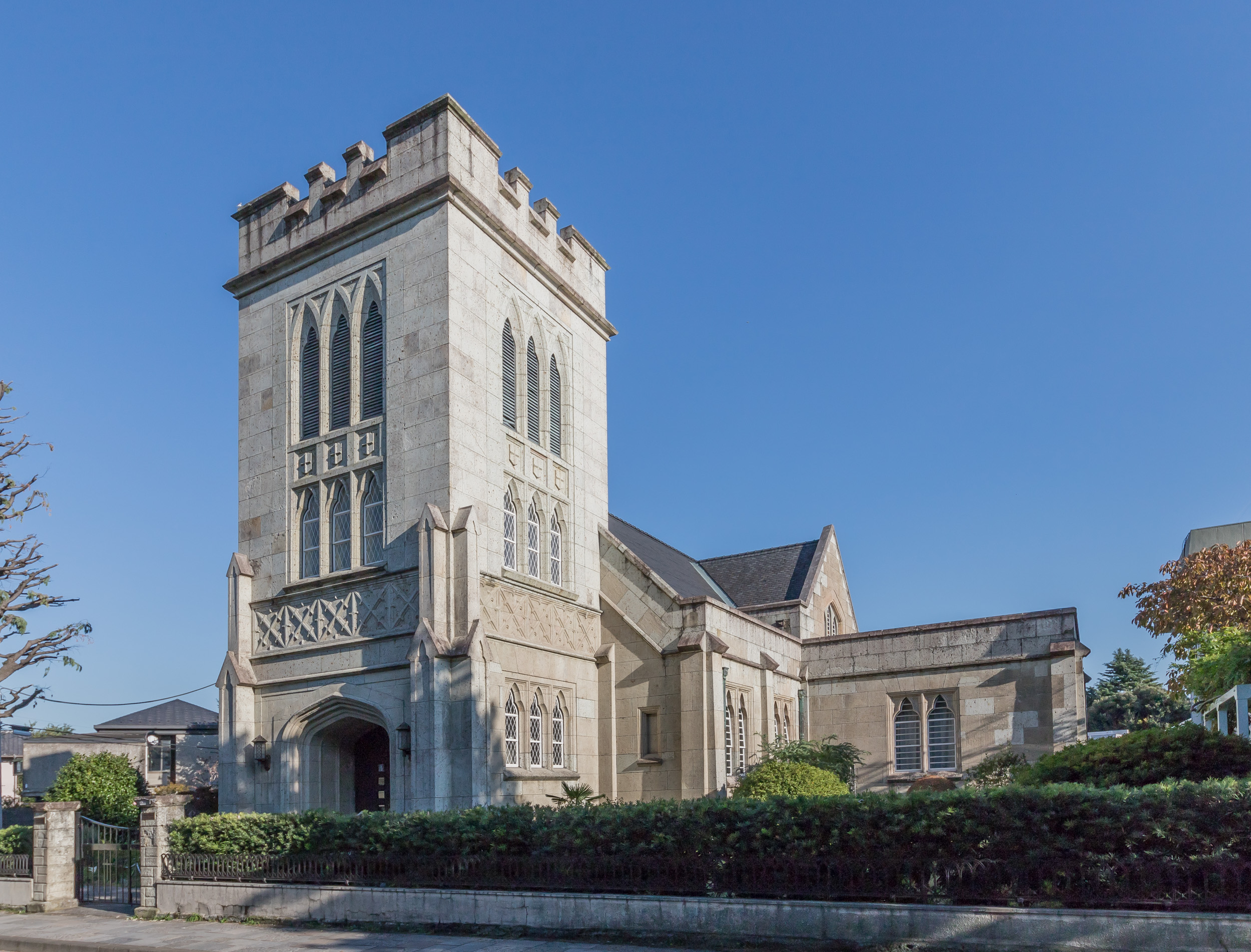
現在の聖堂（1931年竣工）

- 1859年に横浜港が開港すると、横浜居留地に住む聖公会信徒のために横浜クライストチャーチ（英語集会）が発足し、英国領事館に集まって礼拝を行った。クライストチャーチは「駐屯地教会」とも呼ばれた。
- 1861年、駐屯地教会は一時的なものであることから、教会堂の建設とチャプレン（牧師）の確保が求められ、イギリス政府に請願。政府から入植者たちが集めた建設資金と同額の補助金が提供され、初代領事館チャプレンにマイケル・ベイリーが任命される[4]。
- 1862年初めに、教会堂および隣接する牧師館（横浜関内居留地101番地）の建設が始まり、同年8月にベイリーが来日し、領事館チャプレン（司祭）を務める[4][5]。
- 1863年10月18日、横浜クライストチャーチ初代聖堂が横浜関内居留地105番（現在の中区山下町同番地）に完成し聖別する。ベイリーが初代チャプレンとして主任司祭に任命される[6][5]。
- 1872年
  - 3月、ベイリーが引退して帰国。
  - 4月、ベイリーの後任の領事館チャプレン（牧師）と横浜クライストチャーチのチャプレンとしてエドワード・サイルが代理牧師として着任。
- 1874年、75年頃、聖公会所属の聖職者ガレットが招聘される。教会堂は外国人のためのものであったが、ガレットは会堂を日本人の礼拝のためにも提供する[7]。
- 1875年
  - 4月、サイルが仮牧師の任期を終えて東京に移住する。
  - 前年の1874年にイギリス守備隊が横浜から撤退したことを受け、英国政府から1875年12月31日をもって年間400ポンドの資金提供を停止する通知が教区に送達される[4]。
- 1876年1月13日、英国領事館にて、教会存続のための信託証書作成に着手する[4]。
- 1880年、ダブリンのトリニティ・カレッジを卒業したエドワード・チャンプニーズ・アーウィン（Edward Champneys Irwine）がガレットに代わって牧師に就任[4][7]。このアーウィンの時期には、日本人の礼拝堂使用は許されず、日本人は自宅集会を行うようになり、東京から宣教師の出張教導を受ける。また、日本人を妻にするイギリス人商人のクラークが日本人のために横浜居留地153番の家を集会所として提供する[7]。
- 1885年（明治18年）、横浜居留地154番（現在の中区山下町）の借家に横浜クライストチャーチ（英語集会）から派生した日本語会衆「横浜聖安得烈教会」（横浜聖アンデレ教会）が組織される[8]。
- 1901年、2代目の聖堂が現在地（中区山手町235番地）に完成し、英語集会が移転。設計はジョサイア・コンドル。煉瓦造りのヴィクトリア様式[6]。
- 1923年9月1日、関東大震災で聖堂が崩壊。仮設聖堂が建立される。
- 1931年、現在の礼拝堂竣工[1][2]。設計はJ・H・モーガン[1][2]。外形は大谷石を使ったノルマン様式の聖堂である[1][2]。
- 1945年5月29日、横浜大空襲により内部を焼失。
- 1947年、聖堂が再建されて英語集会に加えて日本語集会が成立し、横浜山手聖公会と呼ばれるようになった。
- 1990年3月12日、横浜市認定歴史的建造物に認定[1][2]。
- 1993年、聖堂修復完成。
- 2005年1月4日、放火と思われる火災により内部を全焼[1][2][9]。11月に修復完成[10]。

## 集会

### 横浜山手聖公会
日本語集会は第二次世界大戦後にできたもので、横浜山手聖公会と呼ばれている。週日は7時、11時、18時に礼拝があり、主日（日曜日）は8時、11時（毎月第1主日のみは日英合同礼拝）、18時に礼拝がある。

### Yokohama Christ Church
英語集会は江戸時代の末に禁教令が緩和された直後にできた2つの伝統ある教会のひとつで（もう1つは長崎大浦天主教会）、Yokohama Christ Churchと呼ぶ。主日礼拝は9時半（毎月第1主日のみは日英合同礼拝で11時）にある。現在司祭は英国から横浜港近くにあるミッション・トゥー・シーフェアラーズ・センターへ派遣されているチャプレンである。クリスマス前には通常「9つの聖書日課とクリスマスキャロル」が行われ、また不定期に聖歌隊付き「イーブンソング」がある。

## 所在地
横浜市中区山手町235番地

## 交通
- 根岸線（JR東日本）「石川町駅」元町口 徒歩20分
- 横浜高速鉄道みなとみらい線「元町・中華街駅」6番出口（アメリカ山公園口）徒歩3分
- 元町公園前バス停 徒歩1分